# Chrysler 200
Chrysler 200 — середньорозмірні автомобілі, що випускаються концерном Chrysler з 2010 року.

## Перше покоління (2010-2014)

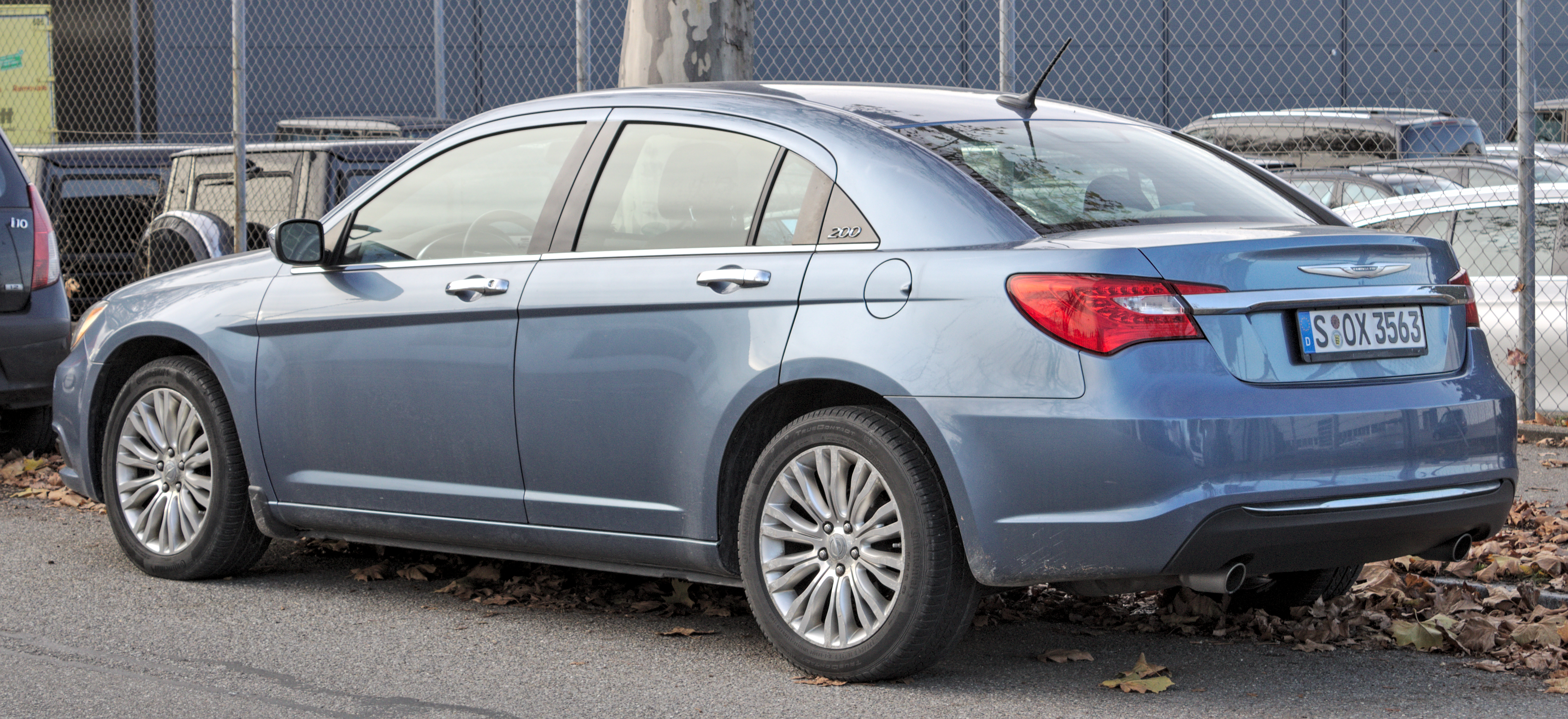

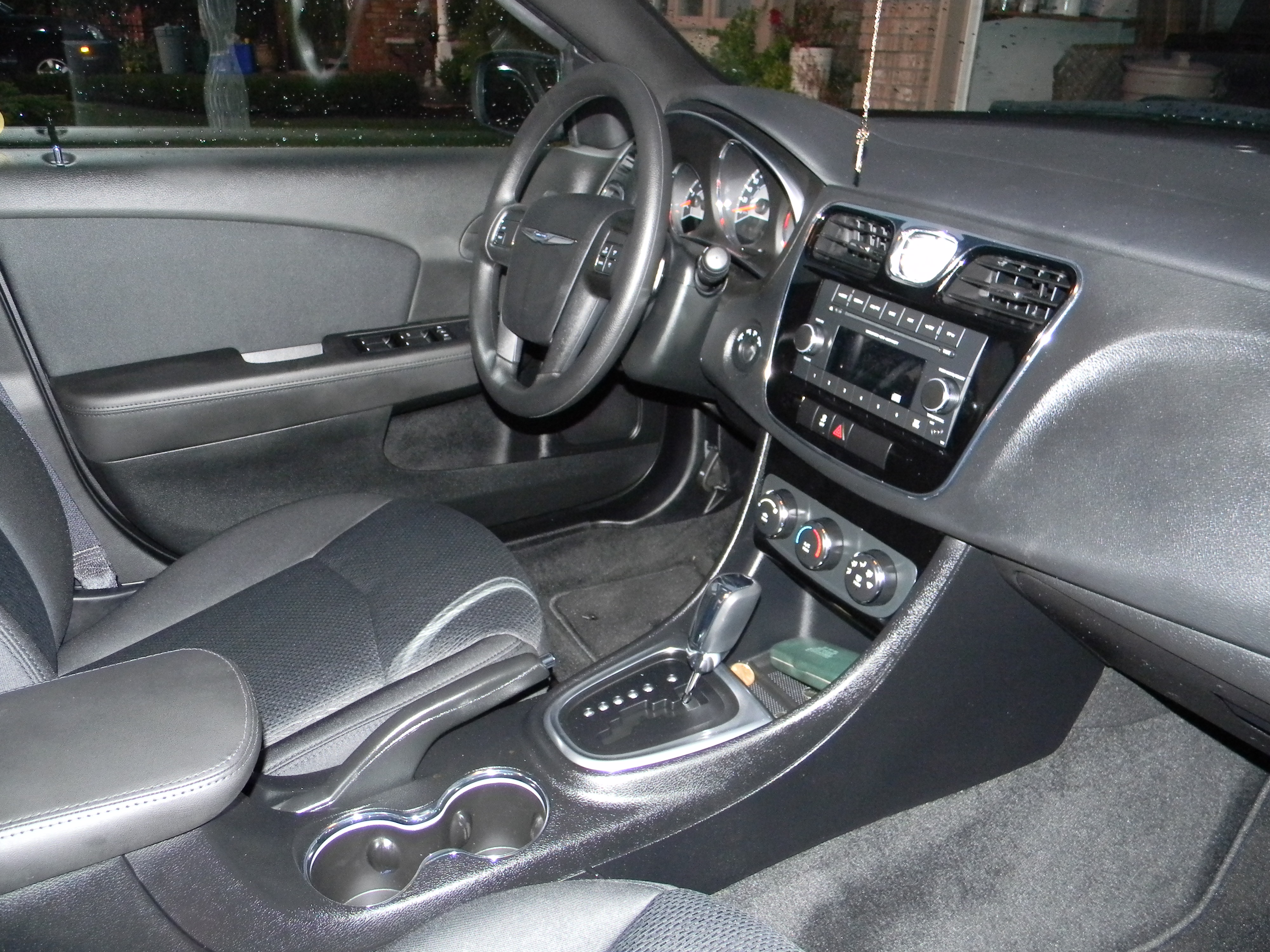
Chrysler 200

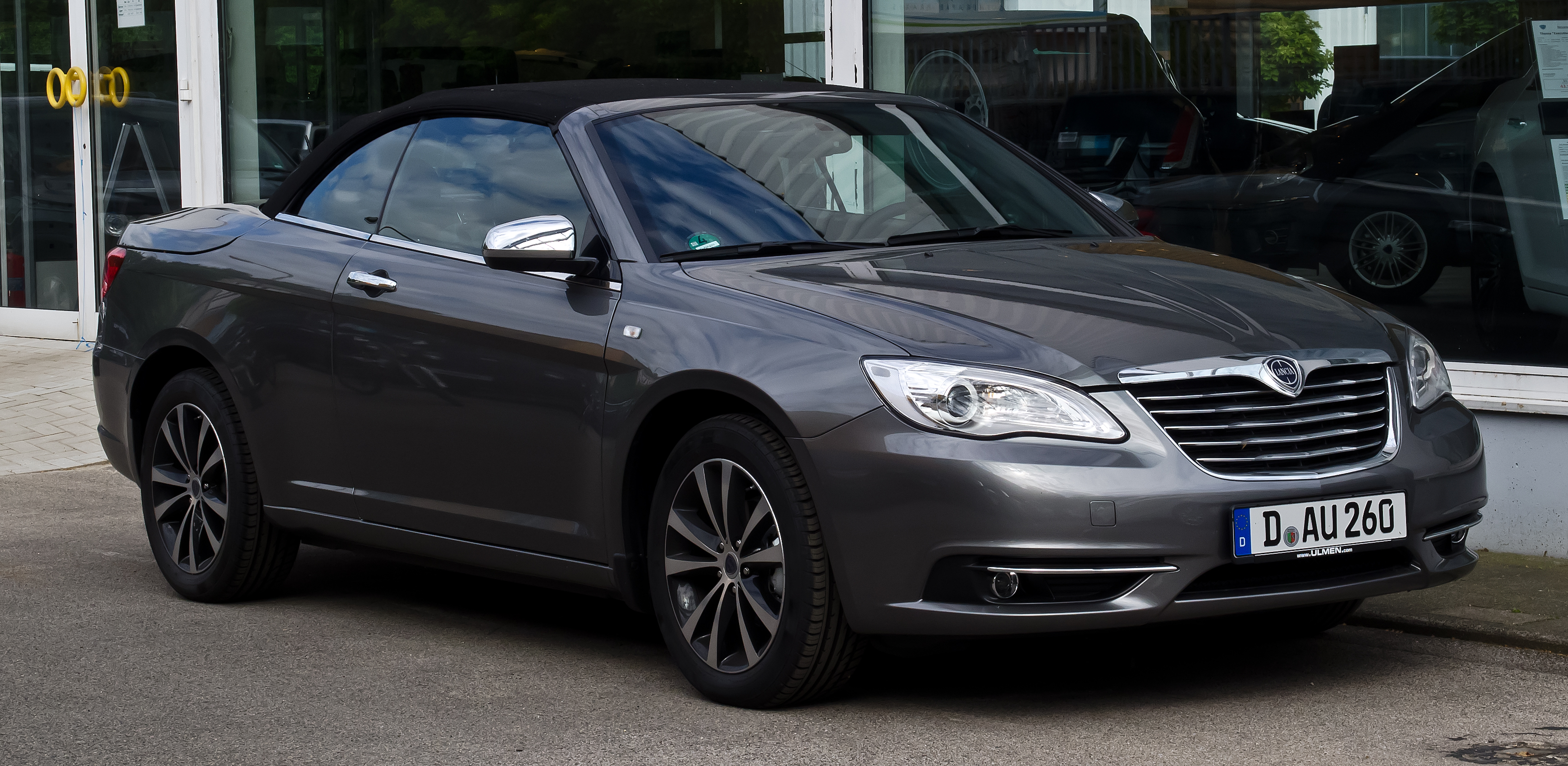
Lancia Flavia 2.4 16v

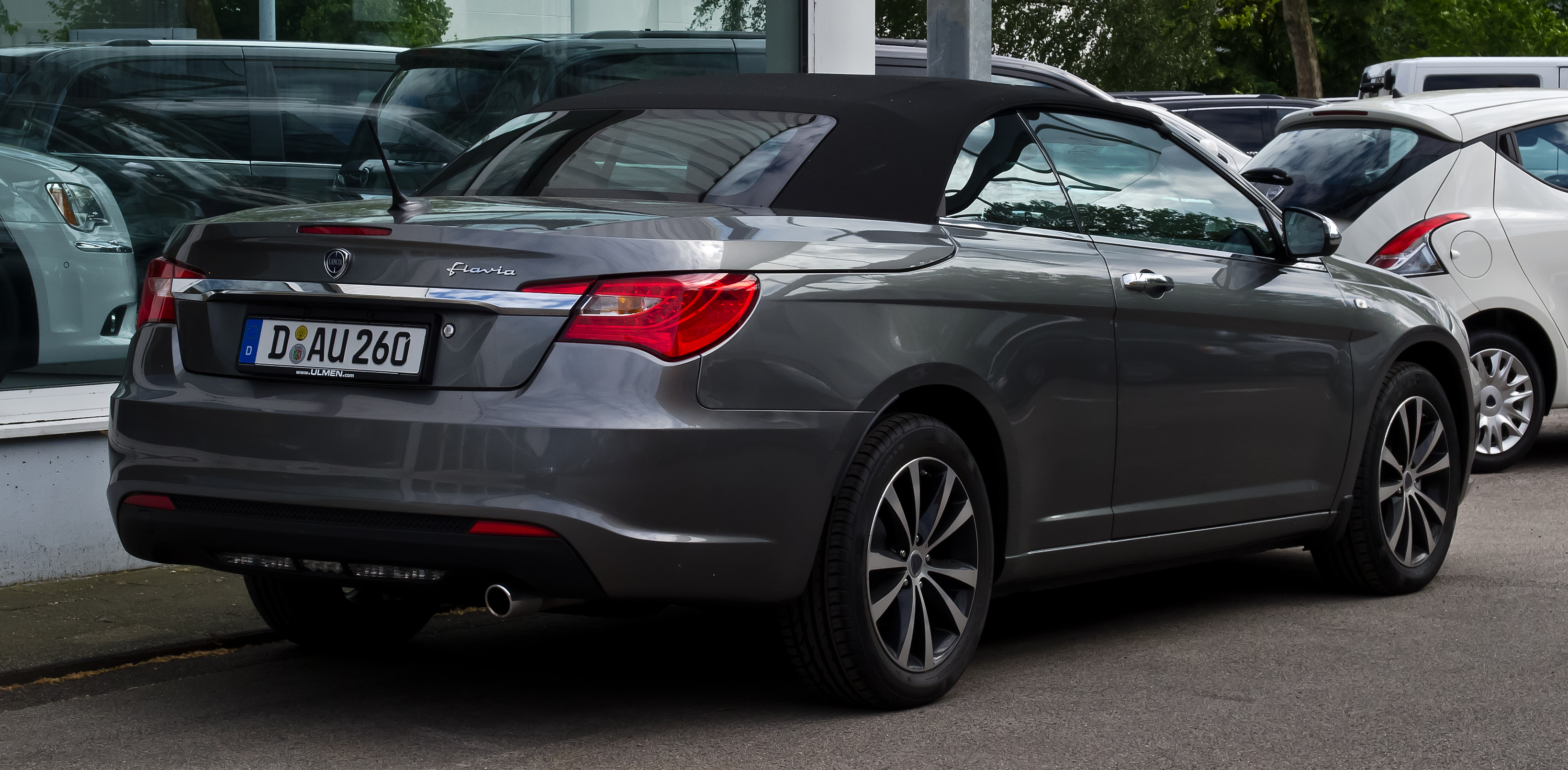
Lancia Flavia 2.4 16v

Chrysler 200 першого покоління є оновленим і вдосконаленим наступником знятого з виробництва в 2010 році Chrysler Sebring, Пропонується як 4-дверний седан і 2-дверний кабріолет.
200 побудований на тій же платформі, що і попередник, однак він зазнав значні косметичні та технічні зміни. Незважаючи на те, що 2,4 літровий Р4 з 4 — 6-або ступінчастою трансмісією були використані на Sebring, вдобавок до них був доданий 3,6-літровий V6, що поставляється тільки з 6 швидкісним автоматом. Серед інших змін — більш жорсткий кузов, переглянута підвіска, зм'якшення пружини, новий задній стабілізатор поперечної стійкості і модернізовані колеса. Крім того, він отримав такі нововведення, як світлодіодний монітор, сидіння з високою якістю матеріалів і поліпшеної амортизацією, а також нові заходи щодо зниження шуму, вібрації та жорсткості.
200 почали виробляти на фабриці в Стерлінг Хайтс, Мічиган, в грудні 2010 року перші автомобілі вже з'явилися у дилерів. Дводверний кабріолет з тією ж технічною начинкою був доданий в модельний ряд на початку 2011 року. Усього доступно комплектації 4 — «LX» (тільки з 4-швидкісним автоматом), «TOURING», «LIMITED» з 2.4-літровими двигунами і «S» з 3,6-літровим аналогом, що продається з 2011 року (3 останні комплектації — з 6-ступінчастою автоматичною коробкою передач).
Вперше, як концепт-кар з гібридної установкою під назвою 200C автомобіль був представлений в 2009 році на Північноамериканському міжнародному автосалоні. Він був заснований на Chrysler 300 і міг їздити не тільки за рахунок звичайного бензину, але і за рахунок гібридного палива або електроенергії. Однак, в той час, як головний з продажів Chrysler Стівен Лендрі заявляв, що автомобіль надійде в продаж, головний виконавчий директор Fiat (Fiat є головним утримувачем акцій Chrysler) Серджіо Маркіонне повідомив, що це не практично.
У Європі з 2012 року автомобіль продається як Lancia Flavia. Однак під цим ім'ям продається лише кабріолет, седан ж продається тільки у Великій Британії та Ірландії.
Зміна імені з «Sebring» на «200» зробило значну різницю в продажах. Журнал Edmunds з цього приводу заявив, що «зміна імені середньорозмірного седана Chrysler змусило покупців думати про нього, як про молодшого брата флагманського Chrysler 300», так як 300 був випущений практично в той же час. Також журнал повідомив, що зміна назви «також має додаткову перевагу, дистанціюючись його від свого попередника, автомобіля, відомого по своїй якості і поширеного у флоті».

### Двигуни
- 2.4 л World I4 170 к.с.
- 3.6 л Pentastar V6 287 к.с.

## Друге покоління (2014-2016)

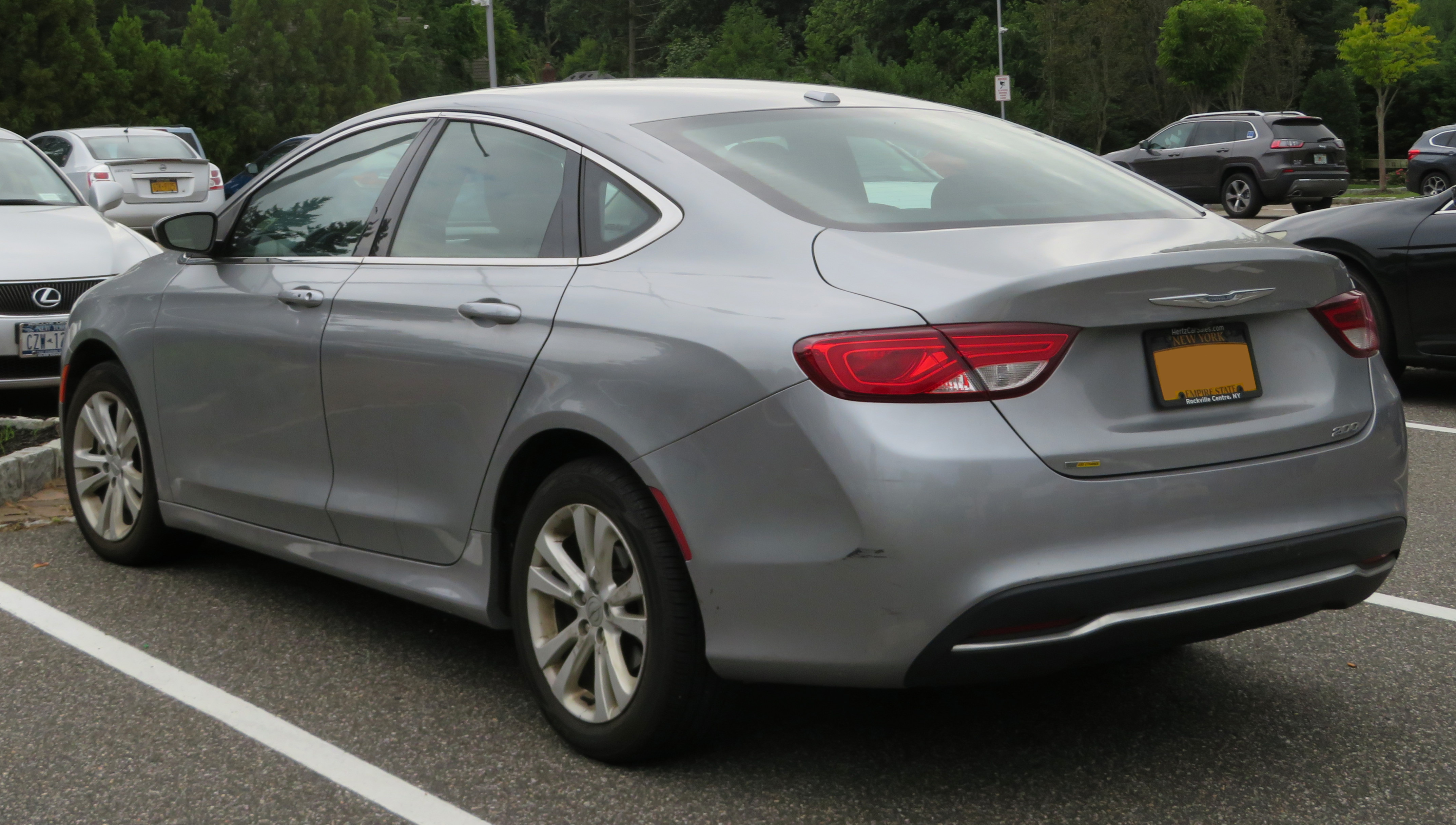
Chrysler 200 II седан

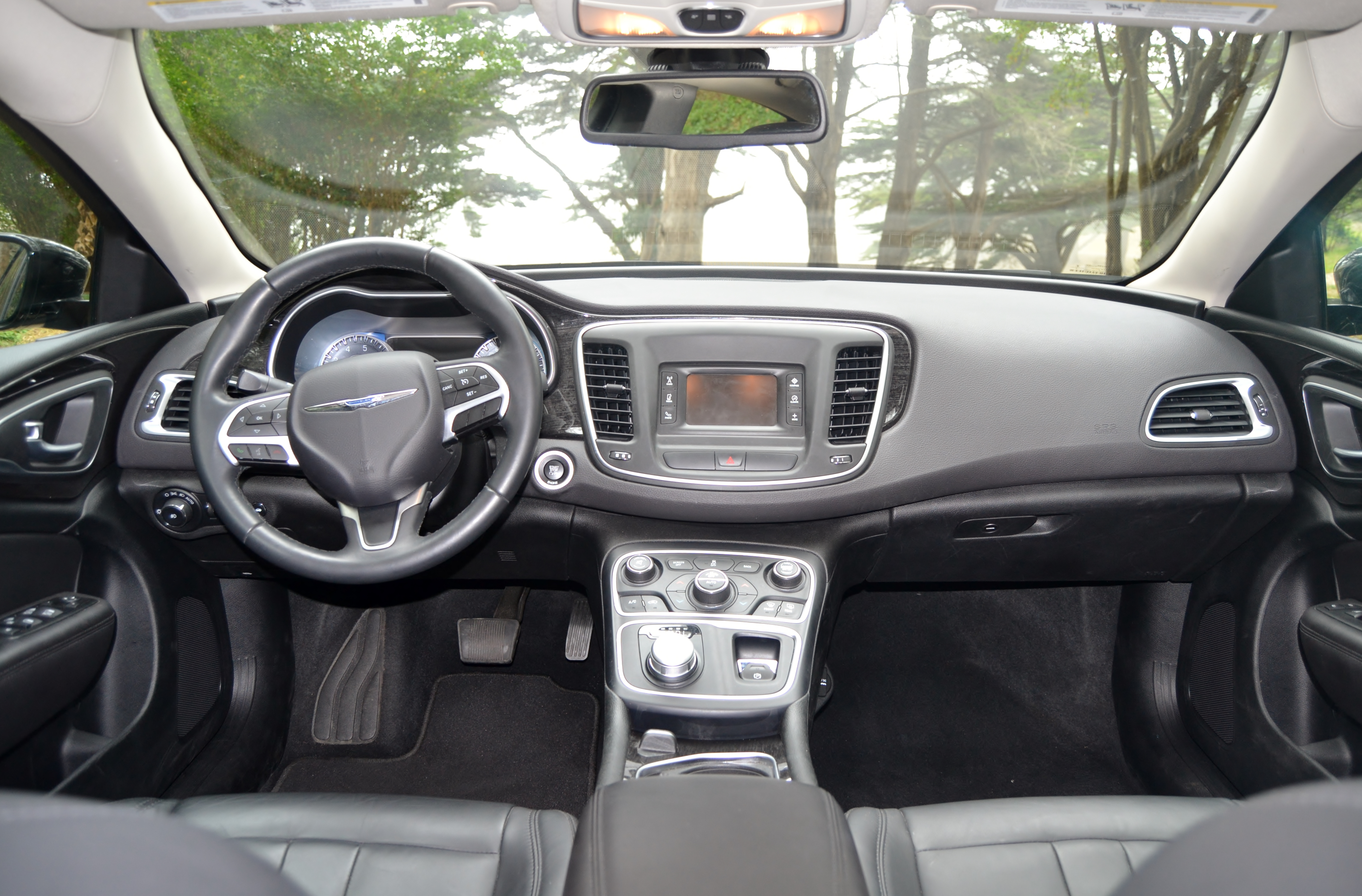

Chrysler 200 другого покоління представили на автосалоні в Детройті в січні 2014 року. Автомобіль збудований на платформі Chrysler-Fiat Compact US Wide, що й останнє покоління Jeep Cherokee і отримає передній або повний привод, 9-ст. АКПП 948TE і два бензинові двигуни, MultiAir2 TigerShark 2.4 л (187 к.с., 234 Нм) та Pentastar V6 3.6 л (300 к.с., 354 Нм).
Chrysler 200 2016 року наділений високими показниками їзди, які частково нагадують Honda Accord і Toyota Camry. Завдяки сильним двигунам, автомобілю забезпечується швидкий розгін, а налагоджена підвіска зводить до мінімуму крен кузова при входженні седана у поворот. Підвіска представляє собою незалежний Макферсон спереду і багатоважільну конструкцію ззаду. Рульове управління чутливе і за якістю перевершує більшість конкурентів моделі 200. Гальмівна система представлена дисковими вентильованими гальмами спереду і дисковими ззаду. 
У порівнянні з попередніми версіями, модель 200 трохи збільшилася, і зараз її габарити дорівнюють: довжина–4885 мм, ширина–1871 мм, висота–1491 мм, колісна база–2742 мм. Такий кузов автомобіля має відмінні аеродинамічні характеристики. Chrysler відрізняється від більшості конкурентів елегантними елементами екстер'єру, типу витончених і стильних фар головного світла, які підкреслюються у куточках світлодіодними вставками. Подовжений капот седана прикрашений фігурними виштамповками, що також підкреслює спортивний стиль. Автомобіль комплектується 17 або 19-дюймовими дисками. 

### Двигуни
- 2.4 л Tigershark I4 186 к.с.
- 3.6 л Pentastar V6 300 к.с.

## Продажі
| Рік  | США     | Канада |
| ---- | ------- | ------ |
| 2010 | 255     |        |
| 2011 | 87,099  | 6,386  |
| 2012 | 125,476 | 13,419 |
| 2013 | 122,480 |        |